# Wimmeria lambii
Wimmeria lambii là một loài thực vật có hoa trong họ Dây gối. Loài này được (Standl. & L.O. Williams) Lundell miêu tả khoa học đầu tiên năm 1968.